# BGM-71 TOW
BGM-71 ТOW ([təʊ], произносится «То́у», бэкр. от англ. Tube-launched Optically-tracked Wire-guided) — американский тяжёлый противотанковый ракетный комплекс (ПТРК), разработанный компанией Hughes Aircraft и принятый на вооружение Армии США в 1970 году, с тех пор непрерывно модернизировался и модифицировался под меняющиеся требования. Наведение ракеты командное, полуавтоматическое, осуществляется оператором, управление производится по проводам (у некоторых экспериментальных моделей — с радиолокационной подсветкой цели или по лазерному лучу, в последней модификации — по кодированному радиоканалу). Один из самых распространённых ПТРК в мире. Характеризуется простотой и надёжностью в сочетании с богатым конструкторским заделом для усовершенствования, что обусловило столь длительное нахождение комплекса на вооружении и множество производных от него образцов ракетного вооружения. На основе противотанковой управляемой ракеты ТOW было разработано несколько вариантов УРВП для ударных вертолётов и зенитная управляемая ракета под самоходный и переносной варианты пусковой установки.
Находится на вооружении Армии США и Корпуса морской пехоты, являясь основным противотанковым управляемым оружием ВС США, ряда стран Европы, Израиля и других государств. ПТУР может запускаться с переносной пусковой установки (ПУ) или с пусковых установок различных автомобилей и бронетехники, таких как M1046 HMMWV, БМП «Брэдли», специализированных самоходных ПУ M901 ITV и многих других, а также вертолётов: американских АН-1 «Кобра», британских «Линкс» и ряда других.
Выпущено более 700 тыс. ракет в основном для национальных вооружённых сил, а также на экспорт. В 1999—2007 годах на экспорт поставлено более 1000 ПТУР.
Из 700 тысяч произведённых ракет TOW, 118 тысяч ракет являются TOW-2A.

## История
В конце 1961 года армия США инициировала исследования по возможной замене для французских ПТРК SS.10 (в США обозначался MGM-21) и SS.11 (AGM-22) находившихся в то время на вооружении американских вооружённых сил. Исследования показали целесообразность разработки ПТУР, запускаемой из контейнера, прицеливаемой оптически и управляемой по проводам (отсюда и аббревиатура TOW — Tube-launched, Optically-sighted, Wire-guided).
В ходе симпозиума, состоявшегося 17 октября 1961 года в Лаборатории баллистических исследований при Абердинском испытательном полигоне, куда были приглашены инженеры-ракетчики от 40 военно-промышленных компаний, обсуждались технические аспекты проведения конкурса на создание нового образца противотанкового оружия. К 30 ноября 1961 было представлено 18 проектов. 11—15 декабря проходили заседания независимого жюри в рамках отборочного тура по оценке полученных заявок, в финал конкурса прошли три проекта из восемнадцати представленных на рассмотрение. Контракты на разработку были выданы трём компаниям: «Мартин-Мариэтта», «Макдоннел эйркрафт» и «Хьюз эйркрафт». Стрельбовые испытания опытных прототипов проходили в течение десяти суток 10—20 июля 1962 года. От каждого конкурсанта на испытания были представлены: пусковая установка, инфракрасный прицел, комплектующие и несколько ракет вместе с заводскими командами технических специалистов для сборки комплексов на огневом рубеже и армейскими расчётами стрелков-операторов, набранными из числа военнослужащих. Пусковые трубы всех трёх прототипов имели 152 мм в диаметре, образцы от «Мартин-Мариэтта» и «Хьюз» имели гладкий канал ствола, прототип от «Макдоннел» имел ствол с нарезами. Ни один из прототипов, представленных на испытания, в итоге не удовлетворил заявленным тактико-техническим требованиям в части аэродинамических качеств и лётно-технических характеристик ракет (скорости полёта, устойчивости в полёте и др.). Кроме того, все они превысили допустимый лимит по весу (40 фунтов). Тем не менее, жюри посчитало, что один из трёх опытных прототипов, при условии достаточного финансирования и приложения конструкторских усилий, сможет удовлетворить предъявляемым требованиям. Этим прототипом был избран образец компании «Хьюз». В ходе испытаний применялась уже имеющаяся боевая часть от ПТУРС «Шиллейла», а чтобы ракета уложилась в заданную весовую категорию жюри рекомендовало заменить боевую часть на более компактную с сопоставимым по мощности зарядом взрывчатого вещества.
Итак, контракт на разработку «ТOW/HAW» (сокр. от англ. Heavy Antitank Weapon) получила компания «Хьюз», которая осуществляла опытно-конструкторские работы в период с 1963 по 1968 год. Работы велись параллельно по двум вариантам ПТРК — наземного и воздушного базирования. На этапе ОКР использовался прототип ракеты XMGM-71A (вскоре, ракета стала обозначаться XBGM-71A, «X» в обоих случаях означает eXperimental), учебный вариант в инертном снаряжении XBTM-71A и вариант XBEM-71A оснащённый телеметрическим модулем и применяемым при испытаниях для оценки характеристик ракеты.
В июне 1968 года «Хьюз» получила первый «серийный» контракт на изготовление «TOW». В 1970 году ракета BGM-71A (и учебный вариант BTM-71A) поступили на вооружение Армии США, заменив 106-мм безоткатное орудие М40 и французскую ПТУР ENTAC (в США обозначалась MGM-32A), закупленную армией в 1963 году в качестве временной замены устаревшей SS.10. Основное производство было сосредоточено на администрировавшихся по контракту Авиационном заводе № 44 ВВС США в Тусоне, Радфордском казённом заводе боеприпасов Управления вооружения Армии США и на частных ракетных заводах «Хьюз» в Калвер-Сити и Эль-Сегундо. Альтернативным поставщиком была определена корпорация «Крайслер», с ходу передоверившая производство ракет по субподряду корпорации «Тиокол».
Из-за отказа в 1968 году от разработки оружейной вертолётной подсистемы XM26, для применения «TOW» на вертолётах UH-1B «Ирокез», в пользу подсистемы AH-56 «Шайен» (англ. Cheyenne), разработка авиационного варианта «TOW» немного отстала от «сухопутной» модификации. Однако, несмотря на имеющуюся задержку, в марте 1972 года армия США начала разработку улучшенной оружейной подсистемы XM65 для комбинации «TOW»/AH-1 «Кобра», а немного позднее (в том же году) программа разработки конкурирующей AH-56 была полностью прекращена. В 1972 году «TOW» были оснащены американские сухопутные подразделения, воевавшие во Вьетнаме. Тогда же опытные образцы вертолётной подсистемы XM26 в качестве временной «аварийной» меры были размещены там на вертолётах. «TOW», предназначенный для вертолётов, использовал специальный стабилизированный прицел, чтобы обеспечить необходимую точность наведения.
Разработка тепловизионного ночного прицела также велась на конкурсной основе, участие принимали «Хьюз», «Филипс бродкаст экуипмент» и «Тексас инструментз». В итоге победила последняя. В 1973 году компания «Тексас инструментз» начала опытное производство AN/TAS-4 для ПТРК «TOW». На вооружение этот прицел поступил в январе 1980 года, сделав «TOW» пригодным для применения в ночное время. В 1989 году было начато производство нового ночного прицела — AN/UAS-12C компании «Коллсмэн».
Под самоходный вариант комплекса предполагалось разработать специальный носитель (Improved TOW Vehicle Program), для этого 6 января 1976 года Автобронетанковым управлением Армии США был объявлен дополнительный конкурс, на который прислали свои проекты бронетехники танкостроительные подразделения «Паккар», «Эф-эм-си», «Хьюз», «Крайслер», «Нортроп» и «Эмерсон электрик». В финал вышли прототипы трёх последних конкурсантов. Победу в итоге одержала «Крайслер». Впоследствии, «Хьюз» совместно с «Белл эйркрафт» и «Юнивак» удалось победить в конкурсе на интеграцию ракеты в комплекс управляемого вооружения вертолёта. Между тем, комплекс был успешно испытан на машинах повышенной проходимости типа песчаной багги FAV.

### Задействованные структуры
В разработке и производстве серийных образцов отдельных элементов комплекса были задействованы следующие коммерческие структуры:
Генеральный подрядчик
- Ракета — Hughes Aircraft Co., Тусон, Аризона (производство); Эль-Сегундо, Калифорния (производство); Радфорд, Виргиния (производство); Калвер-Сити, Калифорния (производство); Редстоун, Алабама (сборка).

Альтернативный поставщик
- Ракета — Chrysler Corp., Хантсвилл, Алабама; Thiokol Chemical Corp., Хантсвилл, Алабама.[11]

Субподрядчики
- Ракетный двигатель — Atlantic Research Corp., Александрия, Виргиния;[16]
- Система наведения (усовершенствованная), средства повышения помехоустойчивости — Texas Instruments, Inc., Даллас, Техас;[17]
- Инфракрасные прицельные приспособления — General Tire & Rubber Co., Пасадина, Калифорния;[18]
- Ночной прицел — Texas Instruments, Inc., Даллас, Техас; Xerox Corp., Пасадина, Калифорния;[19]
- Предохранительно-исполнительный механизм — Zenith Radio Corp., Чикаго, Иллинойс;[11]
- Взрыватель и металлические детали боевой части — Firestone Tire & Rubber Co., Акрон, Огайо;[11]
- Пусковая установка переносного варианта — Emerson Electric Co., Сент-Луис, Миссури;[20]
- Пусковая установка самоходного варианта — Thompson International Corp., Финикс, Аризона;[21]
- Треножник — G. W. Galloway Co., Монровия, Калифорния;[21]
- Пусковая труба — Brunswick Corp., Defense Division, Ист-Камден, Арканзас;[22] Great Southern Wirebound Box Co., Магнолия, Миссисипи;[21]
- Комплект оборудования для технического обслуживания — RCA, Берлингтон, Массачусетс;[23]
- Контрольно-проверочная аппаратура — Martin Marietta Corp., Орландо, Флорида.[24]

## Конструкция
Для поражения танка такой ракетой не надо ни облучать саму цель, ни измерять дальность. Максимальная дальность пуска ракеты — 3750 метров.
Наведение ПТУР производится с помощью обычного электронно-оптического прицела. Центральная марка наводится на цель, производится пуск, после чего до попадания ракеты в цель оператор удерживает марку на цели.
Все варианты серийно производящихся TOW используют полуавтоматическое наведение с обратной связью по трассёру. В прицельном устройстве есть так называемый координатор. Его задача — определять отклонение трассёра — ксеноновой лампы, установленной в корме ракеты. В зависимости от знака и величины отклонения система наведения генерирует команды на рулевое устройство ракеты. Команды управления передаются по тонким проводам. Катушка с микропроводом также расположена в кормовой части ракеты. Некоторые варианты (TOW-2B Aero RF, TOW-2A RF, TOW BB RF) вместо проводов для передачи команд используют радиоканал.
Для отсеивания помех координатор отслеживает только модулированное по фиксированной частоте инфракрасное излучение трассёра. С разработкой TOW-2 для возможности одновременной стрельбы с близко расположенных ПУ и увеличения помехозащищённости частота стала переменной и случайно меняющейся во время полёта ракеты. Также в TOW-2 был введён дополнительный трассёр, генерирующий тепло в результате реакции бора и титана. Частота его излучения модулируется с помощью механической шторки. Длинноволновое ИК излучение теплового трассёра отслеживается тепловизионным прицелом (AN/TAS-4A), что обеспечивает возможность наведения в плохих погодных условиях и при задымлённости. При наличии помех переключение на управление с помощью тепловизионного прицела выполняется автоматически. Помимо координатора и трассёра в процессе управления также участвуют датчики в направляющем механизме ПУ и гироскоп в ракете.
Скорость полёта ракеты дозвуковая, 250—260 м/с. Боевая часть — у TOW/ITOW кумулятивная и кумулятивная тандемная у TOW-2A — на специальном штыре впереди ракеты выдвинут небольшой заряд, который инициирует подрыв элемента динамической защиты цели. Основная кумулятивная часть калибра 152 мм, масса боевой части — 6,12 кг, обеспечивает пробивание стальной монолитной брони толщиной 850—900 мм за динамической защитой. Боевая часть TOW-2B включает в себя два заряда с танталовой облицовкой, формирующих ударные ядра. Масса каждого из них — 635 г. TOW BB использует фугасную 2,8 кг боевую часть.

## Модификации

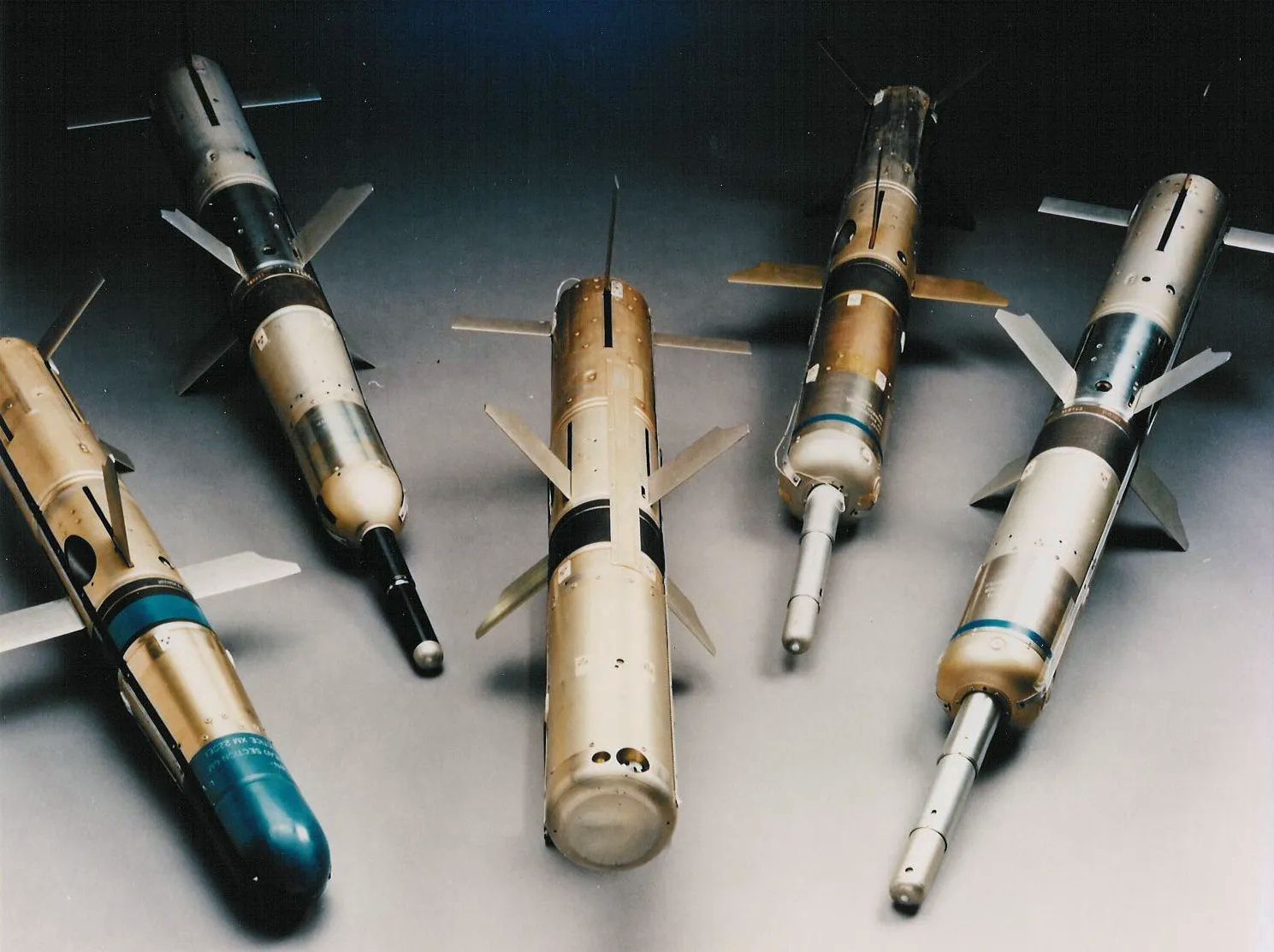
Семейство TOW

Базовым вариантом ПТРК «TOW» является ракета XBGM-71A, которая в серийном изготовлении получила обозначение BGM-71A. В дальнейшем был разработан целый ряд модификаций ПТУР, некоторые из которых производились серийно, тогда как другие остались только на уровне опытных образцов:

### BGM-71B
BGM-71B — модификация с увеличенной дальностью, в 1976 году заменила BGM-71A в серийном производстве. Практически идентична BGM-71A, за исключением более длинного провода управления (3,75 км против 3 км у предшественницы). BGM-71B была разработана в рамках программы ECP (от англ. Engineering Change Proposal, букв.  предложение о внесении технических изменений) преимущественно для воздушного применения, дабы позволить атакующему вертолёту находиться на большей дистанции от цели. BTM-71B — учебный вариант ПТУР с инертным снаряжением, увеличенной дальности действия;

### BGM-71C Improved TOW
Программа разработки улучшенного варианта «ITOW» для эффективного поражения новых типов брони, была инициирована в 1978 году. Начальная оперативная готовность ПТУР BGM-71C ITOW достигнута в 1981 году. Ракета имела новую кумулятивную боевую часть немного большего диаметра, а также взрыватель, установленный на двухсекционном телескопическом наконечнике. Наконечник раздвигался после пуска ракеты, обеспечивая подрыв боевой части на расстоянии от цели гарантирующем оптимальную эффективность кумулятивного заряда. Новые БЧ и взрыватель улучшили бронепробиваемость ПТУР до 630 мм. Аналогичная боевой ракете учебная ПТУР с инертной БЧ именовалась BTM-71C.

### BGM-71D TOW-2
«TOW-2» стала результатом дальнейшего совершенствования ПТУР «TOW», первые экземпляры «TOW-2» были поставлены подразделениям Армии США и корпуса морской пехоты в 1983 году. Аналогично предшественнице, «TOW-2» имела боевую часть больших габаритов и массы (диаметр отсека БЧ сравнялся с диаметром основного корпуса ПТУР). Телескопический наконечник также был удлинён, став трёхсекционным, применён улучшенный РДТТ на смесевом топливе и ИК-трассёр, использована новая, стойкая к радиоэлектронному противодействию цифровая система управления. Учебный ПТУР «TOW-2», вероятно, обозначался BTM-71D.

### BGM-71E TOW-2А
В 1987 году серийное производство ПТУР «TOW-2» перешло на модификацию «TOW-2A», которая разрабатывалась с 1984 года. «TOW-2A» предназначена для поражения бронетехники, оснащённой динамической защитой.
В ракете использована боевая часть тандемного типа: основной заряд массой 5,9 кг и телескопический наконечник, на конце которого (на расстоянии около 300 мм) находится вспомогательный заряд массой 0,3 кг и диаметром 38 мм. При попадании ракеты в цель вспомогательный заряд формирует кумулятивную струю, которая вызывает срабатывание динамической защиты бронеобъекта, а кумулятивная струя срабатывающего следом основного заряда беспрепятственно проходит защиту, пробивая 850 мм (900 по другим данным) гомогенной брони. В хвостовой части ракеты размещён балластный груз для компенсации массы заряда, размещённого на наконечнике, также ПТУР оснащена счётчиком времени обеспечивающим оптимальный интервал между подрывом первичного и основного заряда. В системе наведения ПТУР использован цифровой микропроцессор, применён новый алгоритм расчета траектории полёта ракеты, ракета оснащена импульсным трассёром. Учебный ПТУР с инертной БЧ — BTM-71E.
Наряду с более ранними версиями «TOW-2A» использовался в операции «Буря в пустыне» и миротворческой операции ООН в Сомали.

### BGM-71F TOW-2В
Модернизация «TOW-2» осуществлялась в рамках программы PIP (от англ. Product Improvement Program). Контракт на разработку ПТУР «TOW-2B» компания «Хьюз» получила в сентябре 1987 года, мелкосерийное производство было начато в 1990 году, а на вооружение новая модификация поступила в 1992 году.
Основным нововведением являлась реализация режима OTA (англ. Overflight Top Attack) — атака цели сверху при пролёте над ней в наименее защищённую бронёй часть корпуса. В «TOW-2B» использовалась новая боевая часть типа «ударное ядро», которая включала в себя два направленных вниз (к цели) последовательно срабатывающих заряда типа EFP компании «Аэроджет» с танталовой облицовкой (диаметр каждого 149 мм) и дистанционный двухрежимный (оптический лазерный и магнитометрический датчики) взрыватель. Лазерный и магнитный датчики взрывателя работают совместно, определяя высотный профиль и наличие большой массы металла в контуре цели и вызывая детонацию зарядов БЧ при пролёте ракеты точно над целью. Полуавтоматическая система наведения также модернизирована, ракета летит на заранее установленной высоте над линией визирования цели, так что оператору остаётся только совместить перекрестие прицела с целью.
«TOW-2B» не заменяет «TOW-2A», а дополняет её.

### TOW-2N
В 1989 году компанией «Хьюз» были показаны опытные образцы модификации ПТУР обозначаемой «TOW-2N», в которой управление ракетой осуществлялось по радиоканалу, работающему в миллиметровом диапазоне длин волн. Серийно этот вариант не производился.

### BGM-71G
Обозначение BGM-71G было присвоено одному из вариантов ПТУР «TOW-2В» с отличным от основного варианта типом бронебойной боевой части, однако данные о серийном изготовлении таких ракет отсутствуют.

### BGM-71H
В 1996 году компания «Хьюз» предложила модернизировать некоторое количество имевшихся «TOW» установкой на них новых боевых частей для поражения бункеров, легкобронированной техники и сооружений (англ. Bunkers, Light Armour And Masonry, сокращенно — BLAAM). Прототипы такой БЧ были испытаны, но на имевшихся в арсенале боевых ракетах она не внедрялась.
Позднее к разработке модификации ПТУР «TOW» для поражения укреплённых сооружений и железобетонных бункеров вернулись. В середине 2001 года на базе конструкции ракеты «TOW-2A» была начата разработка ракеты BGM-71H (также называют «TOW Bunker Buster») с новой БЧ для поражения бункеров и других целей. По состоянию на 2006 год такие ракеты находились в серийном производстве.

### TOW и самонаведение
Существует целый ряд предложений по разработке замены «TOW», реализующей принцип «выстрелил и забыл»:
- TOW-IIR (от англ. Imaging Infrared, буквально инфракрасная аппаратура с построением изображения) — тепловизионная головка самонаведения (ГСН) для «TOW», испытывавшаяся компанией Texas Instruments в начале 1990-х годов. Принята не была;
- FOTT (от англ. Follow-On To TOW, буквально следующий за TOW) — программа, начатая в 1996 году как конкурс проектов разработки замены «TOW», прекращена в 1998 году без всякого результата;
- TOW-FF (от англ. TOW Fire-and-Forget, буквально TOW «выстрелил и забыл») — разработка компании «Рэйтеон», начатая в 2000 году и представлявшая собой ПТУР «TOW», оснащённую тепловизионной ГСН с матрицей в фокальной плоскости и радиоканалом для реализации возможности командного наведения ракеты. Из-за финансовых ограничений программа была прекращена в 2002 году.

### TOW-2B Aero
В 2001—2002 гг. компания «Рэйтеон» и Армия США испытали модификацию ПТУР «TOW-2B Aero», изначально обозначавшуюся как «TOW 2B (ER)» (от англ. Extended Range, буквально увеличенной дальности), которая сравнительно с существующими ракетами содержит небольшие изменения, направленные на увеличение дальности действия ПТУР до 4,5 километров. Данная ракета имела более длинные провода управления и носовой обтекатель лучшей аэродинамической формы, положительно влияющий на лётно-технические характеристики ПТУР. Квалификационные испытания «TOW-2B Aero» были проведены в 2003 году, а первый «серийный» контракт выигран «Рэйтеон» в июне 2004 года. Отдельного обозначения серии BGM-71 для «TOW-2B Aero» представлено не было, но в некоторых источниках используется индекс BGM-71F-6.

#### TOW-2B Aero с радиоканалом
«TOW-2B Aero» получила дальнейшее развитие в качестве ПТУР с радиокомандной системой наведения, в которой управление по проводам заменено радиоканалом. Причём радиопередатчик команд управления устанавливался в удлинённом ТПК ракеты, что позволяло прозрачно организовать радиоканал для аппаратуры пусковой установки и не требовало её доработки. В октябре 2006 года «Рэйтеон» был получен первый контракт на производство для армии США варианта «TOW-2B Aero RF» с полуавтоматическим радиокомандным наведением.
В июне 2010 года компания «Рэйтеон» сообщила о намерении разработать авиационную пусковую установку для применения ПТУР «TOW-2B Aero RF», оснащённых радиокомандным наведением, совместимую со всеми вариантами ракет «TOW». Система управления огнём такой ПУ будет встроена в модернизированную авионику кабину вертолёта, разработанную корпорацией Northrop Grumman.

### MAPATS
MAPATS — израильская противотанковая управляемая ракета, оснащённая полуактивной лазерной системой наведения. Ракета разработана концерном «Израильская оружейная промышленность», в некоторых источниках содержится информация, что MAPATS разработана на основе конструкции ПТУР «TOW-2».

## Тактико-технические характеристики

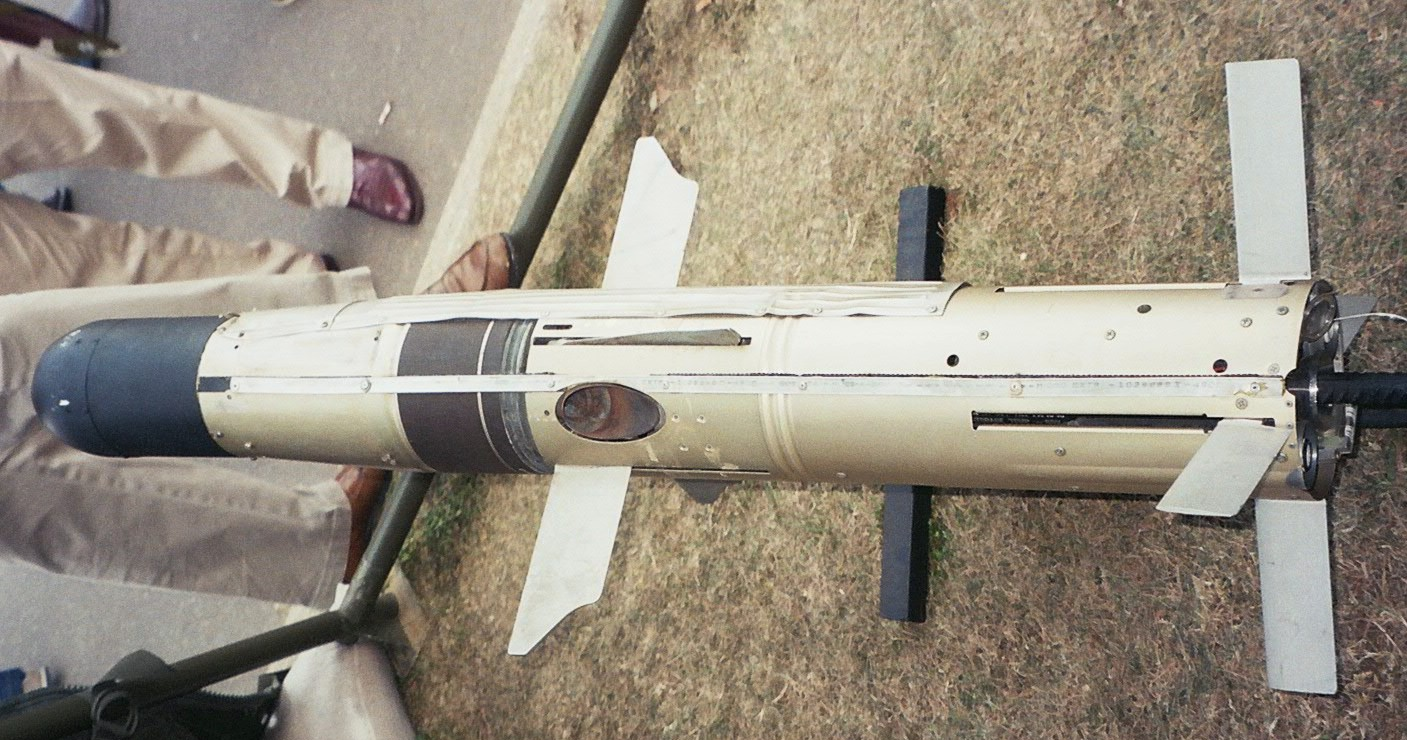
Ракета комплекса TOW, видно косонаправленное сопло маршевого двигателя

В таблице представлены характеристики различных модификаций ПТУР TOW, находившихся в серийном производстве. Данные в различных источниках могут несколько отличаться друг от друга. Если не указано иное, приведённые в таблице ТТХ соответствуют сайту designation-systems.net.
| ТТХ                                              | BGM-71A                                   | BGM-71B                                   | BGM-71C                                                                   | BGM-71D                                                                   | BGM-71E                                                            | BGM-71F                                   | BGM-71H                                   |
|                                                  | TOW                                       | TOW                                       | Improved TOW                                                              | TOW-2                                                                     | TOW-2A                                                             | TOW-2B                                    |                                           |
| ------------------------------------------------ | ----------------------------------------- | ----------------------------------------- | ------------------------------------------------------------------------- | ------------------------------------------------------------------------- | ------------------------------------------------------------------ | ----------------------------------------- | ----------------------------------------- |
| Год принятия на вооружение                       | 1972                                      | 1976                                      | 1981                                                                      | 1983                                                                      | 1987                                                               | 1992                                      | 200?                                      |
| Масса комплекса, кг                              |                                           |                                           |                                                                           |                                                                           |                                                                    | 93                                        |                                           |
| Масса ракеты, кг                                 | 18,9                                      | 18,9                                      | 19,1                                                                      | 21,5                                                                      | 22,6                                                               | 22,6                                      |                                           |
| Масса ракеты в ТПК, кг                           |                                           |                                           |                                                                           |                                                                           |                                                                    |                                           |                                           |
| Длина ракеты (без наконечника/с наконечником), м | 1,17/-                                    | 1,17/-                                    | 1,17/1,45                                                                 | 1,17/1,53                                                                 | 1,17/1,53                                                          | 1,17/-                                    |                                           |
| Длина ТПК, мм                                    |                                           |                                           |                                                                           |                                                                           |                                                                    |                                           |                                           |
| Размах крыла/стабилизаторов, м                   | 0,45/0,343                                | 0,45/0,343                                | 0,45/0,343                                                                | 0,45/0,343                                                                | 0,45/0,343                                                         | 0,45/0,343                                | 0,45/0,343                                |
| Диаметр корпуса, м                               | 0,152                                     | 0,152                                     | 0,152                                                                     | 0,152                                                                     | 0,152                                                              | 0,152                                     | 0,152                                     |
| Начальная скорость полёта, м/с                   |                                           |                                           |                                                                           |                                                                           |                                                                    |                                           |                                           |
| Максимальная скорость полёта, м/с                | 278                                       | 278                                       | 278                                                                       | 278                                                                       | 278                                                                | 278                                       | 278                                       |
| Дальность стрельбы, м                            | 65-3000                                   | 65-3750                                   | 65-3750                                                                   | 65-3750                                                                   | 65-3750                                                            | 65-3750                                   | 65-3750                                   |
| Бронепробиваемость                               | 430                                       | 430                                       | 630                                                                       | ~850 (900)                                                                | ~850 (900) за ДЗ                                                   |                                           |                                           |
| Боевая часть                                     | кумулятивная                              | кумулятивная                              | кумулятивная, с взрывателем на двухсекционном телескопическом наконечнике | кумулятивная, с взрывателем на трёхсекционном телескопическом наконечнике | тандемная кумулятивная с предзарядом на трёхсекционном наконечнике | двойное ударное ядро                      |                                           |
| Масса БЧ, кг                                     | 3,9                                       | 3,9                                       | 3,9                                                                       | 5,9                                                                       | 5,9 + 0,3                                                          | 6,1                                       |                                           |
| Диаметр БЧ, мм                                   | 127                                       | 127                                       |                                                                           | 152                                                                       | 152                                                                |                                           |                                           |
| Тип и масса ВВ                                   |                                           |                                           |                                                                           |                                                                           |                                                                    |                                           |                                           |
| Система управления                               | командная полуавтоматическая, по проводам | командная полуавтоматическая, по проводам | командная полуавтоматическая, по проводам                                 | командная полуавтоматическая, по проводам                                 | командная полуавтоматическая, по проводам                          | командная полуавтоматическая, по проводам | командная полуавтоматическая, по проводам |
| Скорострельность, выстр./мин.                    |                                           |                                           |                                                                           |                                                                           |                                                                    |                                           |                                           |
| Двигатель                                        | РДТТ Hercules M114                        | РДТТ Hercules M114                        | РДТТ Hercules M114                                                        | РДТТ Hercules M114                                                        | РДТТ Hercules M114                                                 | РДТТ Hercules M114                        | РДТТ Hercules M114                        |
| Произведено, штук                                | >311000                                   | >311000                                   | >49000                                                                    | >50000                                                                    |                                                                    |                                           |                                           |

## Операторы
| - Аргентина — 3 HMMWV с 18 TOW-2A, на 2012 год - Бахрейн — 15 ПТРК BGM-71A TOW в Армии Бахрейна и некоторое количество в ВВС на 2012 год - Ботсвана — боевые машины (БМ) V-150 TOW и 6 переносных ПТРК TOW, на 2012 год - Великобритания — некоторое количество ПТРК TOW, на 2010 год - Вьетнам - Германия — 128 авиадесантируемых БМ Wiesel c TOW, часть из них в Афганистане и 6 БМ в Косово, по состоянию на 2012 год - Греция — 290 M901 и 70 ПТРК TOW, на 2012 год - Дания — 20 переносных ПТРК TOW, на 2012 год - Египет — 52 БМ M901 и 700 переносных ПТРК TOW-2, на 2012 год - Израиль — 300 ПТРК TOW-2A/TOW-2B (в том числе БМ Ramta (M113)), на 2010 год - Иран — закупки началась в 1972 году в переносном и возимом вариантах, а также УРВП; впоследствии производились собственные копии — ПТРК Toophan, на 2010 год - Испания — 74 БМ TOW и 126 ПТРК TOW в Армии Испании и 24 ПТРК TOW-2 в корпусе морской пехоты, на 2012 год - Италия — 295 ПТРК I-TOW, на 2010 год - Иордания — 70 БМ M901 и 320 ПТРК TOW/TOW-2A в Армии Иордании и 2 эсадрильи AH-1F Cobra (25 вертолётов) с ПТРК TOW в ВВС, на 2012 год. По другим данным в ВВС Иордании имеется 22 вертолётов AH-1S и 9 AH-1F на январь 2010 года. - Йемен — 12 переносных ПТРК TOW, на 2012 год - Камерун — 24 ПТРК TOW на джипах, на 2012 год - Канада — 33 БМ LAV-TOW и 35 ПТРК TOW-2A/ITAS, на 2012 год - Кения — некоторое количество ПТРК TOW на вооружении вертолётной эскадрильи сухопутных войск, по состоянию на 2021 год - Колумбия — 8 бронеавтомобилей M8 (носителей ПТРК TOW), 8 самоходных и 10 переносных ПУ, на 2012 год - Кувейт — 66 HMMWV TOW, 8 БМ M901 и 44 ПТРК TOW-2, на 2012 год - Ливан — 12 ПТРК TOW, на 2012 год - Люксембург — 6 ПТРК TOW, на 2012 год - Марокко — 80 БМ M901 и 150 переносных ПТРК TOW, на 2012 год | - Нидерланды — первый заказ ракет на $15 млн был сделан в начале 1972 года с поставкой ракет во 2-й половине 1974 года - Норвегия - ОАЭ — 25 переносных ПТРК TOW, на 2012 год - Оман — 8 БМ VBL и 18 переносных ПТРК TOW/TOW-2A, на 2012 год - Пакистан — БМ M901, 10500 переносных ПТРК HJ-8/TOW и 25 вертолётов AH-1F Cobra с TOW, на 2012 год. Более 3300 ракет TOW-2A с радиокомандным наведением закуплено в 2006 году. - Португалия — 95 ПТРК TOW, в том числе на 18 M113 и 4 M901, на 2012 год - Саудовская Аравия — 400 БМП M2 Breadly с 2 ПТУР TOW, 200 БМ VCC-1 I-TOW и 950 переносных ПТРК TOW-2A в сухопутных войсках и 116 переносных TOW-2A (2000 ПТУР) в национальной гвардии, на 2012 год - Свазиленд - Сомали - Швейцария — 110 БМ MOWAG Piranha с TOW-2, на 2012 год - Швеция — ПТРК Rb55 (шведское название TOW) в сухопутных войсках, 17 вертолётов HKP-9A с ПТРК Rb55H в ВВС, на 2010 год - Таиланд — более 18 БМ M-901A5 с TOW в сухопутных войсках и 24 HMMWV TOW и переносные ПУ TOW в корпусе морской пехоты, на 2012 год - Китайская Республика — 1000 ПТРК TOW (переносных и в составе БМ), на 2012 год - Тунис — 35 БМ M901 ITV и 55 переносных ПТРК TOW, на 2012 год - Турция — 365 БМ с TOW и 48 переносных TOW в подразделениях на Кипре, на 2012 год - США — 1379 HMMWV TOW и 626 M901 в Армии США, 95 LAV-TOW и 1083 переносных ПТРК TOW в корпусе морской пехоты, на 2012 год - Финляндия — 100 переносных ПТРК типов TOW-2 и Spike на 2012 год - Чили - ЦАР — 10 пусковых установок по состоянию на 2018 год - Чад - Эфиопия - Республика Корея — переносные ПТРК TOW-2A, на 2012 год - Япония - Украина — некоторое количество ПУ, в том числе TOW-2B |

## Боевое применение

### Война во Вьетнаме (1957—1975)

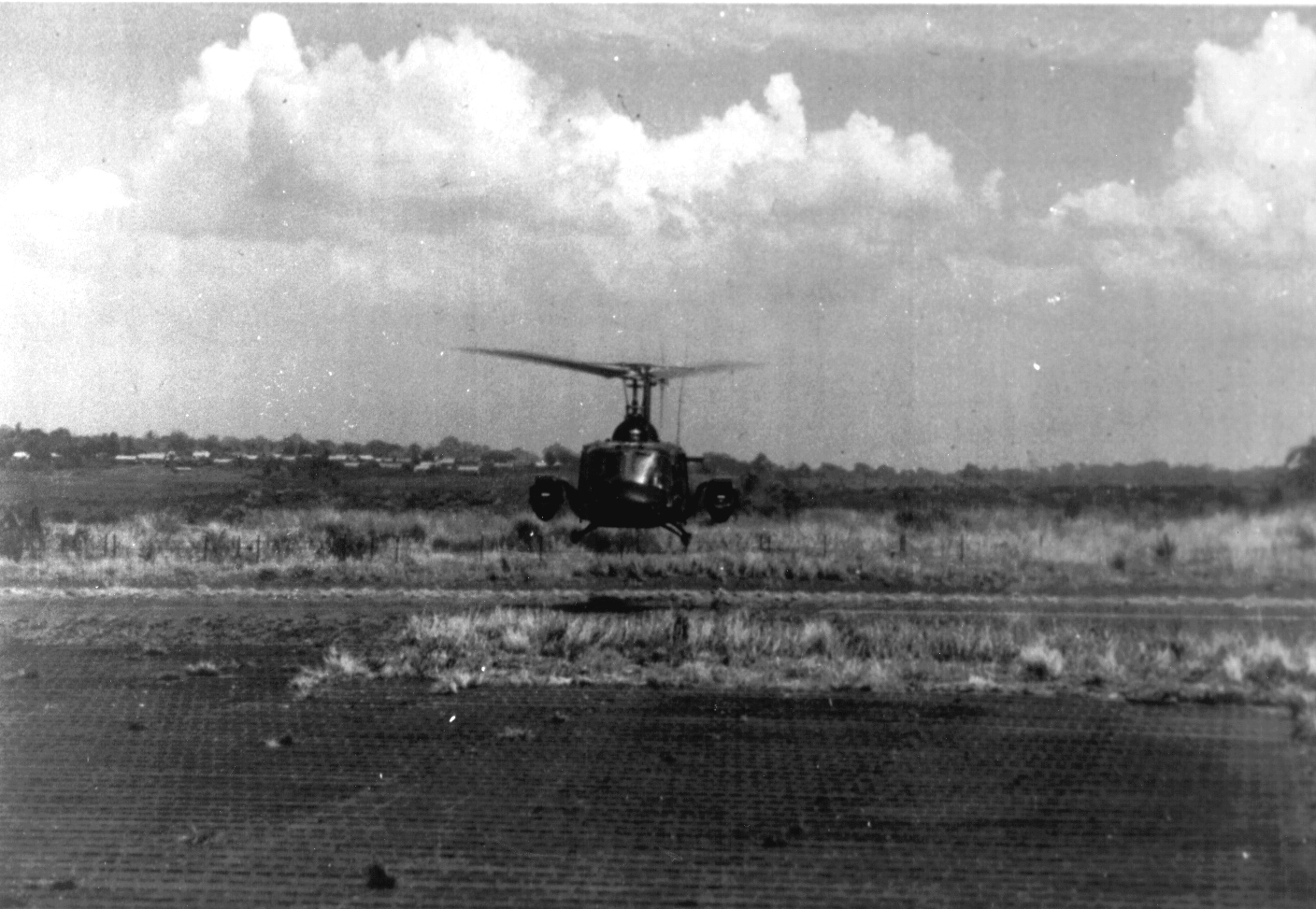
Взлёт UH-1B «Ирокез» с ПТУР «TOW» в районе г. Плейку, Вьетнам, 1972 год

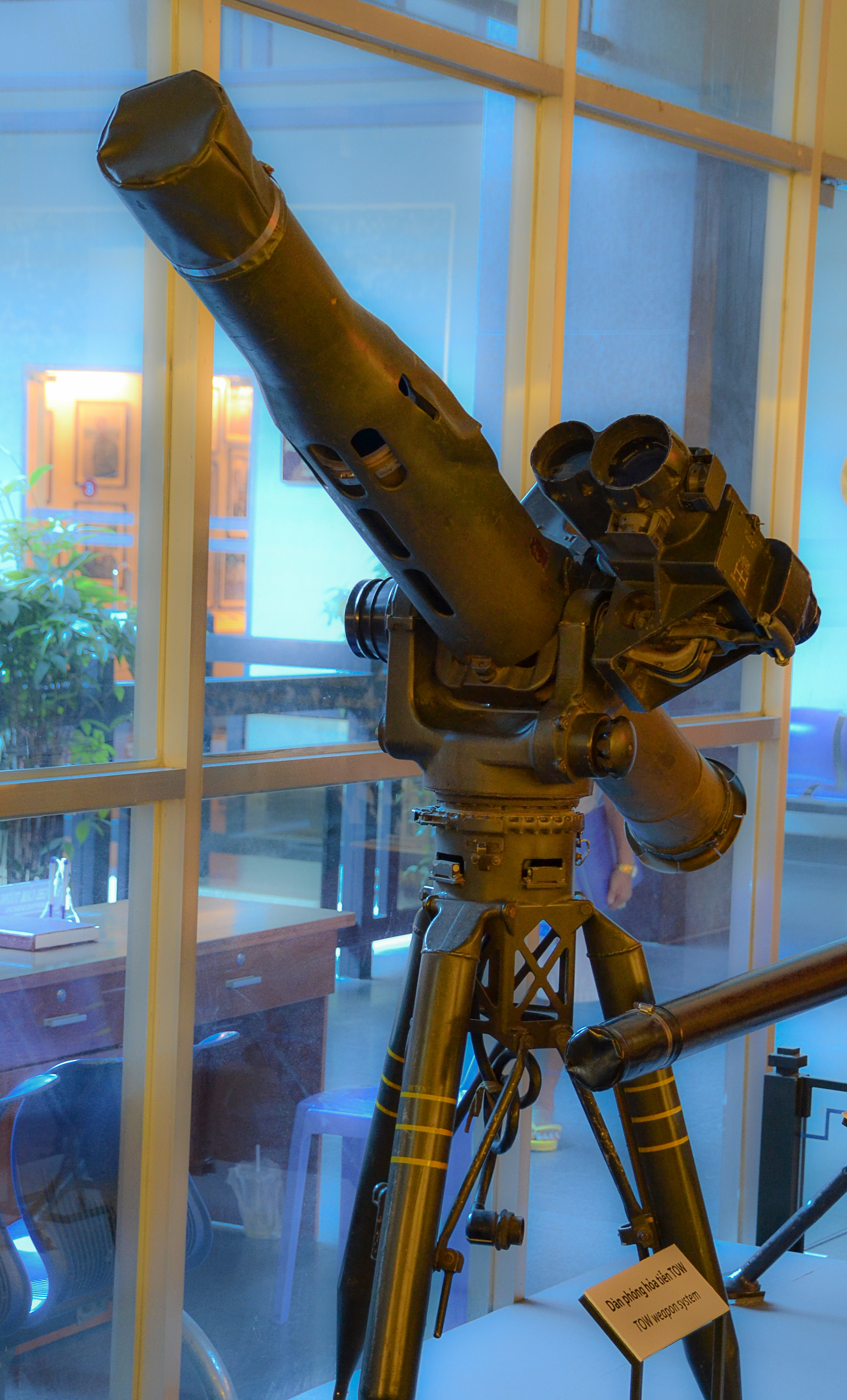
Одна из захваченных пусковых установок TOW, выставленных в городе Хошимин

30 марта 1972 года северовьетнамские войска, быстро преодолев демилитаризованную зону, начали полномасштабное наступление на юг при поддержке значительного количества тяжело бронированных танков советского и американского (захваченные ранее в боях) производства. Эта новая ситуация вызвала срочную, ранее не предполагавшуюся ранее потребность частей ВС США в ПТРК «TOW» для противодействия северовьетнамским бронетанковым силам. Вместе с тем, «Пасхальное наступление» северовьетнамских войск давало армии США возможность в реальных условиях доказать эффективность авиационного варианта «TOW» против советской бронетехники и в случае успеха обеспечить необходимое финансирование программы разработки перспективного ударного вертолёта AAH (англ. Advanced Attack Helicopter).
24 апреля 1972 года по предписанию, выданному Министерством Армии США десятью днями ранее Командованию ракетных войск Армии США (MICOM), в Сайгон прибыла 1-я боевая авиагруппа ПТРК «TOW» сформированная в Форте Орд (Калифорния) для участия в дополнительных испытаниях «TOW» в реальных боевых условиях. Эта группа состояла из трёх экипажей, технических представителей от компаний «Белл хеликоптер» и «Хьюз», членов Командования авиации и ракетных войск Армии США и двух вертолётов UH-1B «Ирокез». Вертолёты были оснащены опытными образцами подсистемы управления огнём XM26 ПТРК «TOW». После перемещения 28 апреля в провинцию Зялай для выполнения учебных стрельб и вплоть до 2 мая подразделение тренировалось в районе Плейку. 2 мая 1972 года ПТУР «TOW», выпущенная из «Хьюи» старшего уорент-офицера Кэррола Лейна, успешно поразила танк в районе г. Ан Лок, это было первое боевое применение американского ПТРК. Всего в этот день 1-я авиагруппа с помощью «TOW» уничтожила 4 захваченных танка M41, 2,5 тонный грузовик M35 и 105-мм гаубицу, вся уничтоженная техника оказалась американского производства. Стрельба осуществлялась с расстояния в 2700 метров, прямое попадание в танки и гаубицу вызвали спустя несколько секунд взрыв их боекомплекта. После этого «Хьюи» ежедневно вылетали на поиск бронетехники противника. Следующий боевой эпизод произошёл 9 мая при атаке северовьетнамских сил на лагерь южан возле Бен Хет; авиагруппа «TOW» фактически сорвала атаку, уничтожив три лёгких танка ПТ-76.
Во время боёв за г. Контум в период с 14 по 31 мая 1972 года ПТРК показал высокую эффективность в отражении танковых атак, особенно при невозможности применения тактической авиации и других средств из-за риска поражения «дружественных» войск. Стрельбы в ночных условиях показали существенные затруднения в наведении на цель. Всего на конец месяца с помощью «TOW» было поражено 47 целей, в том числе 24 танка.
Приказ Министерства Армии о развёртывании во Вьетнаме наземных ПТРК «TOW» и направлении инструкторов для подготовки подразделений США и Южного Вьетнама к применению этого оружия последовал 30 апреля 1972 года. Уже 5 мая во Вьетнам были доставлены 87 ПУ, 2,5 тысяч ракет к ним и другое оборудование. 10 мая начались тренировки южновьетнамских войск, а 22 мая с наземной ПУ был поражён первый танк. Всего с наземных ПУ было поражено 12 танков, причём 9 из них 25 июня 1972 года в бою северо-западнее Хюэ.
12 августа северовьетнамским огнём было уничтожено 78 ПТУР «TOW» в Пху Бае. 19 августа 1972 года бойцы 711-й дивизии Северного Вьетнама выбили подразделения 5-го пехотного полка Южного Вьетнама из занимаемой ими базы «Кэмп Росс» в долине Кюй Сон. Среди захваченных трофеев, доставшихся Северному Вьетнаму, было 16 комплектов ПТРК «TOW».
В 1975 году неизвестное число южновьетнамских ПТРК TOW могло быть захвачено северовьетнамцами.

### Война Судного дня (1973)
В рамках проекта 9DD для использования в назревающей войне Судного дня в Израиль были поставлены 81 пусковая установка TOW и 2010 ракет к ним.
Для обучения в форт Беннинг (штат Джорджия) была направлена группа израильских коммандос, в Израиль они вернулись как раз к решающей битве на Голанских высотах.
На синайский фронт TOW начали прибывать 10 октября. 11 октября прибыли обученные команды расчётов и 13 октября они стали ключевым элементом, который остановил египетское наступление 13-14 октября. Американские историки говорили, что это «спасло Израиль».
Другой известный бой произошёл 19 октября во время боя за сирийский город Джаба. В ходе утреннего боя израильтянами с помощью ракет TOW было подбито не меньше 4 иорданских танков «Центурион», ближе к вечеру иорданцы попробовали вторую попытку наступления, ещё несколько «Центурионов» было поражено, иорданская атака провалилась.
В течение октября израильтянами было израсходовано 350 ракет TOW из 2010.

### Ирано-Иракская война (1980—1988)
Применялись Ираном, трофейные TOW применялись Ираком. В декабре 1980 года появлялись первые сообщения, что Ирак использует захваченные у иранцев ПТРК TOW против их бывших хозяев. Президент Ирака Саддам Хусейн был настолько впечатлён превосходством TOW над советскими ракетами, что приказал искать возможности их приобретения у Саудовской Аравии и Иордании.
Ракеты «TOW» показали низкую эффективность против лобовой брони иракских танков Т-72; единственным эффективным способом поражать Т-72 оказалась стрельба по бортам и корме. Иранскими вертолётами AH-1J с применением TOW были сбиты 8 иракских вертолётов (5 SA.342 Gazelle и 3 Ми-25). Использование ракет было массовым, например, за один день 20 декабря 1980 года вертолёты AH-1 уничтожили ракетами TOW девять иракских танков.
В ходе войны Иран также искал источники поставок ракет «TOW». В 1984 году иранцы купили в Великобритании у английского чиновника Бенджамина Ноджоуми 34 контейнера с ПТРК «TOW». По прибытии транспортного корабля в Иран оказалось, что вместо ракет в ящиках находился металлолом. Из Ирана за Ноджоуми были отправлены киллеры, но они не успели, к этому времени о сделке узнали английские спецслужбы и его посадили в тюрьму.
В 1986 году Иран полуофициально купил у США 2500 ракет «TOW», поставки осуществлялись через Израиль, которому было также заплачено за транспортировку. Ракеты перевозились на гражданских транспортных кораблях и гражданских транспортных самолётах, зарегистрированных в других странах.
В 1986 году Иран купил несколько сотен ракет «TOW» у Южной Кореи.
К концу войны у Ирана уцелело всего лишь 6 вертолётов AH-1J, пригодных для стрельбы ракетами TOW.

### Ливанские войны
TOW использовались Армией обороны Израиля в ходе её вторжения в Ливан в 1982 году. В одном из боёв комплексами TOW были уничтожены около десятка сирийских танков Т-72, лобовую броню удалось пробить лишь один раз.
В 1997 году палестинцы использовали TOW (вероятно иранского производства) для уничтожения танка «Меркава».
В 2006 году ракеты TOW иранского производства («Туфан») использовались против израильского вторжения в Ливан.

### Война в Персидском заливе (1990—1991)

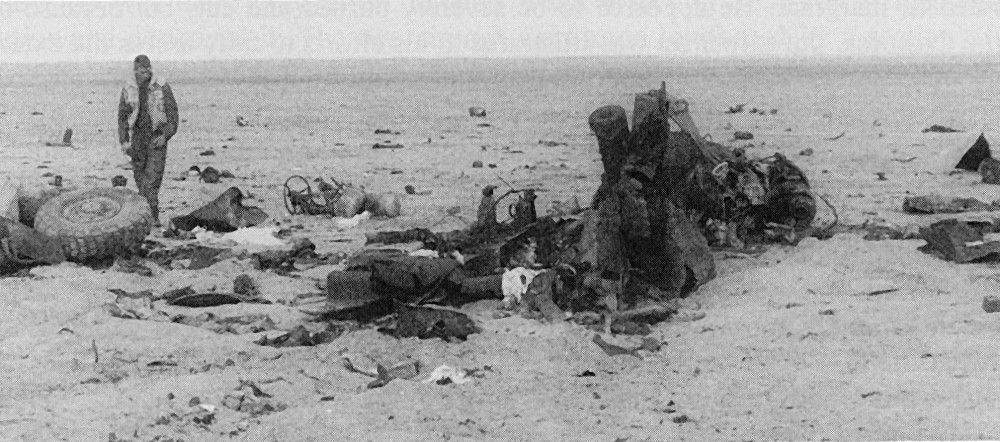
LAV-25, уничтоженный в результате попадания ПТУР «TOW» и детонации боекомплекта

Иракская сторона захватила в качестве трофеев в войне с Кувейтом 3750 ракет «TOW» и 56 пусковых установок M901 ITV.
При подготовке к войне с Ираком в ходе операции «Щит пустыни» в 1990 году произошло несколько инцидентов с бронеавтомобилями Humvee, перевозящих ракеты TOW. 3 сентября 1990 года бронеавтомобиль Humvee был уничтожен когда сдетонировали перевозимые им 10 противотанковых ракет TOW и другие боеприпасы. Через неделю, 10 сентября Humvee с ракетной установкой TOW попал в дорожное происшествие, в результате чего ракетная установка TOW была полностью уничтожена, бронеавтомобиль был тяжело повреждён. 20 сентября другой Humvee M-966 перевернулся в песчаной дюне, убив оператора установки TOW и ранив двух.
Различные модификации ПТУР «TOW» (главным образом BGM-71D TOW-2 и BGM-71E TOW-2A) активно использовались в операции «Буря в пустыне». Со стороны сил антииракской коалиции было отстрелено более 3000 ракет «TOW».
Очень активно эти ракеты применялись во время сражения за саудовский город Хафджи в конце января 1991 года. В ходе городских боёв коалиция выпустила более 400 ракет, при этом более 50 TOW было уничтожено, когда их перевозившая колонна саудовских грузовиков была расстреляна иракцами. С помощью ПТУР в ходе боя было подбито несколько десятков иракских бронемашин. Американцы отмечали слишком высокий расход боекомплекта саудовскими войсками, некоторые ПТУР они запускали «в небо» как артиллерию, а один Т-55 уничтожили 10-ю попаданиями TOW. Были случаи «дружественного огня», в первом американский LAV-25 уничтожил другой LAV-25, в другом американский вертолёт «Кобра» уничтожил саудовскую бронемашину V-150. В дальнейших сражениях были ещё инциденты «дружественного огня» с ракетами TOW. Например, 26 февраля ракета данного типа поразила американскую БМП Bradley, 5 американских солдат было ранено.
Известно, что один американский солдат, служивший наводчиком TOW, уничтожил в боях 9 иракских танков и 1 БТР.
Иракцы также использовали захваченные установки TOW. Известно, что во время танкового сражения юго-западнее города Басра Ирак потерял бронемашину с установкой TOW американского производства M901 ITV.

### Миротворческая операция ООН в Сомали (1992—1995)
В декабре 1992 года в Сомали для защиты от действий местных полевых командиров работников организаций, распределявших гуманитарную помощь, в страну были введены миротворческие силы ООН в рамках операции «Возрождение надежды». Операция была успешной, однако силы ООН позволили вовлечь себя во внутрисомалийский конфликт и начали подвергаться нападениям боевиков одного из претендентов на пост президента страны, полевого командира Мохаммеда Айдида.
В июне 1993 года подразделениями армии США, участвующими в операции ООН, были осуществлены первые пуски ракет «TOW-2» и «TOW-2A» с вертолётов AH-1F «Кобра», оснащённых СУО типа M65. 12 июля американское командование начало операцию «Мичиган», в ходе которой 6 американских вертолётов «Кобра», вооружённых «TOW», должны были остановить встречу старейшин, интеллигенции, поэтов и священников клана Хабр Гидр, родного генералу сомалийской армии Мохамеду Фараху Айдиду. Первой ракетой вертолёт уничтожил лестницу, заблокировав выход. Всего было выпущено 16 ракет и тысячи пушечных снарядов, в результате чего в заблокированном здании погибли 73 представителя интеллигенции. Американские СМИ назвали эту операцию «бойней». По состоянию на 30 сентября 1993 года, тактическими группами экспедиционных сил было отстреляно в общей сложности 124 ПТУР модификаций «TOW-2» и «TOW-2A».

### Иракская война (2003—2010)
Известно, по крайней мере, об одном случае применения ПТУР «TOW» во время войны в Ираке: 22 июля 2003 года вооружёнными силами США при штурме одного из домов в Мосуле были выпущены 10 ракет «TOW», в результате были убиты Удей Хусейн и Кусей Хусейн.

### Гражданская война в Сирии (2011—2017)
Известны многочисленные случаи применения ПТУР «TOW» сирийской оппозицией и террористическими группировками во время гражданской войны по целям Сирийской арабской армии. Комплексы «TOW», поставленные террористическим группировками и оппозиции из США, получили в Сирии прозвище «укротители Асада». Замечено, что с весны 2015 года на вооружении у террористов появились образцы ПТУР «TOW» с прицелами ночного видения Hughes/DRS AN/TAS-4.
7 октября 2015 года TOW успешно использовались сирийской оппозицией при отражении атаки 174-го танкового батальона сирийской армии возле Кфар-Набуда — было подбито как минимум пять танков и четыре БМП-1.
24 ноября 2015 года в Сирии этой ракетой была подбита машина российских журналистов, все трое получили лёгкие ранения.
26 февраля 2016 сирийские боевики попытались подбить с помощью TOW-2A танк Т-90. Ракета попала в лобовую часть башни танка. На распространённой в СМИ видеосъёмке видно, как сработала система динамической защиты «Контакт-5». Один из членов экипажа покинул танк после попадания. Взрыва и возгорания не произошло. Дальнейшая судьба танка достоверно не известна.
8 июля 2016 года боевиками ИГ из ПТУР «TOW» был сбит российский вертолёт Ми-35М, находившийся под управлением российских лётчиков-инструкторов Ряфагатя Хабибулина и Евгения Долгина. Вертолёт упал в районе, подконтрольном сирийской правительственной армии, лётчики погибли.
В декабре 2016 года с помощью ПТУР TOW были уничтожены 2 турецких танка Leopard 2.
В ходе войны не всегда даже новейшим TOW-2 удавалось поразить бронетехнику сирийской армии. Показательным был случай когда TOW-2 не смогла вывести из строя танк Т-55, самый старый из имеющихся на вооружении Сирии.

### Вторжение России на Украину (2022—)
Используется украинской стороной во время вторжения России в Украину.

## TOW в литературе
- В романе «Аквариум» В. Суворова в одном из эпизодов описано, как советская военная разведка добывала образцы ракет TOW.
- В «Пираты «Чёрной лагуны»» нацисты применяли TOW против торпедоносца героев.